# Wolfgang Crell der Jüngere

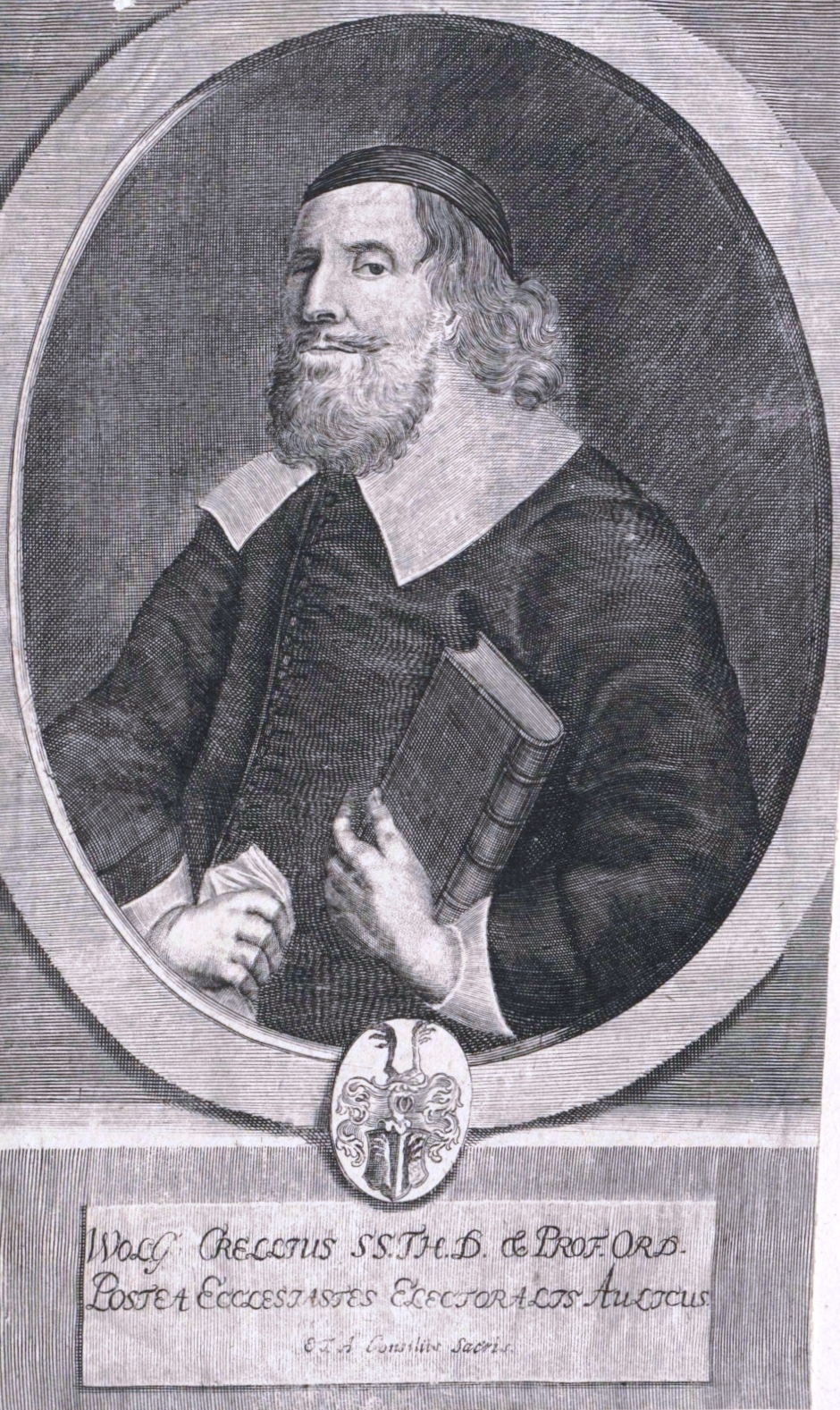
Wolfgang Crell

Wolfgang Crell (auch Crellius oder Krell; * September 1592 in Bremen; † 8. Juli 1663 in Berlin) war ein deutscher reformierter Theologe und kurfürstlich-brandenburgischer Domprediger in Cölln.

## Leben
Crell war ein Sohn des Wittenberger Theologen Wolfgang Crell d. Ä. (1535–1593), der 1574 wegen des Vorwurfs des Kryptocalvinismus aus Kursachsen ausgewiesen wurde, und ein Enkel des Bremer Reformators Christoph Pezel, der ihn nach dem Tod des Vaters aufzog. Er studierte am reformierten Gymnasium illustre in Bremen und an der Universität Marburg, wo er zum Magister promoviert wurde. Anschließend arbeitete er als Hofprediger von Landgraf Moritz von Hessen-Kassel. 1616 wurde er von Kurfürst Johann Sigismund von Brandenburg als Professor an die Universität Frankfurt an der Oder berufen, wo er das reformierte Bekenntnis. fördern sollte. Crell lehrte zuerst Metaphysik, später auch Theologie; 1620 übernahm er das Rektorat der Universität. Kurfürst Georg Wilhelm von Brandenburg berief ihn 1626 zum Domprediger am Berliner Dom.
Dieses Amt hatte er bis zu seinem Tod inne, obwohl er in zahlreiche Konflikte verwickelt war. So stritt er mit seinem Kollegen am Dom, Johann Bergius, um die Prädestinationslehre, da Crell die orthodoxe Position der Dordrechter Synode vertrat, Bergius dagegen eine universalistische Sicht. Dem Großen Kurfürsten warf er 1651 öffentlich Münzentwertung vor, fiel aber nicht in Ungnade, auch nicht, als er 1660 eine erneute Kontroverse mit dem Ersten Hof- und Domprediger Bartholomäus Stosch ausfocht. 1662/63 nahmen beide auf reformierter Seite an dem vom Großen Kurfürsten veranlassten Berliner Religionsgespräch zwischen den märkischen Lutheranern und Reformierten teil.
Neben akademischen Schriften und Kasualpredigten veröffentlichte Crell 1652 eine Katechismusauslegung.
Crell war dreimal verheiratet. Mehrere seiner Söhne waren ebenfalls im preußischen Staatsdienst tätig.